# Pontprennau
Pontprennau est une banlieue de la ville de Cardiff, au pays de Galles, disposant du statut de communauté.

## Géographie
Pontprennau se situe au nord-est du centre-ville de Cardiff. Lisvane est à l'ouest, Pentwyn au sud et St Mellons au sud-est.

## Démographie
Au recensement de 2011, la communauté de Pontprennau comptait 7 353 habitants.

## Culture locale et patrimoine
La communauté de Pontprennau abrite deux monuments classés de grade II.